# USS Hope (AH-7)
USS Hope (AH-7) — госпитальное судно типа «Комфорт». Спущено на воду 30 августа 1943 года; постройка спонсировалась мисс Мартой Л. Флойд (Martha L. Floyd); приобретено ВМФ в тот же день для переоборудования в госпитальное судно. Вступило в строй 15 августа 1944 г.
Хоуп было одним из трёх госпитальных судов, два других — USS Comfort (АН-6) и USS Mercy (AH-8). Был построен и укомплектован ВМФ для армии. Эти корабли, в отличие от госпитальных судов ВМФ, предназначались для эвакуации и перевозки больных после оказания первичной помощи. Медицинское оборудование и персонал были предоставлены армией. Штат медицинского состава армии предусматривал временное усиление личного состава в случае непосредственного обеспечения кораблем десантных операций.
23 сентября 1944 года судно отплыло для оказания медицинской помощи во время решающего этапа кампании против Японии. Пройдя через Перл-Харбор и Манус, корабль прибыл в Палаус, где принял на борт раненых.
Участвовало в операции на Филиппинах. HOPE прибыл в залив Лейте 7 ноября, чтобы оказать помощь раненым и эвакуировать их в Голландию. После этого корабль совершил еще четыре рейса в Лейте для эвакуации раненых. Продолжая эвакуировать раненых с Филиппин, госпитальное судно прибыло в Субик-Бей 16 февраля 1945 года, как раз в тот момент, когда десантники высадились на Коррехидоре. «Хоуп» направился в залив Лингаен для эвакуации и 6 марта отплыл из Лейте к Улити.
USS Hope (AH-7) не следует путать с USS Consolation (AH-15), находившимся в составе флота с 1945 по 1975 год и переданным в дар проекту HOPE в 1958 году и эксплуатировавшимся с марта 1960 года по сентябрь 1974 года в качестве гражданского госпитального судна.